# 6 Śląska Brygada Zmotoryzowana im. Gwardii Ludowej
6 Śląska Brygada Zmotoryzowana im. Gwardii Ludowej – była jednostka wojskowa przeznaczona do działań ochronno-obronnych, powstała w 1979 r. w wyniku przekształceń z 6 Samodzielnego Pułku KBW, najpierw przeformowanego na Śląską Jednostkę MSW, a następnie na Śląską Jednostkę MSW im. Gwardii Ludowej. Miejsce jej skoszarowana znajdowało się w Katowicach przy ul. Żdanowa (obecnie ul. Koszarowa).

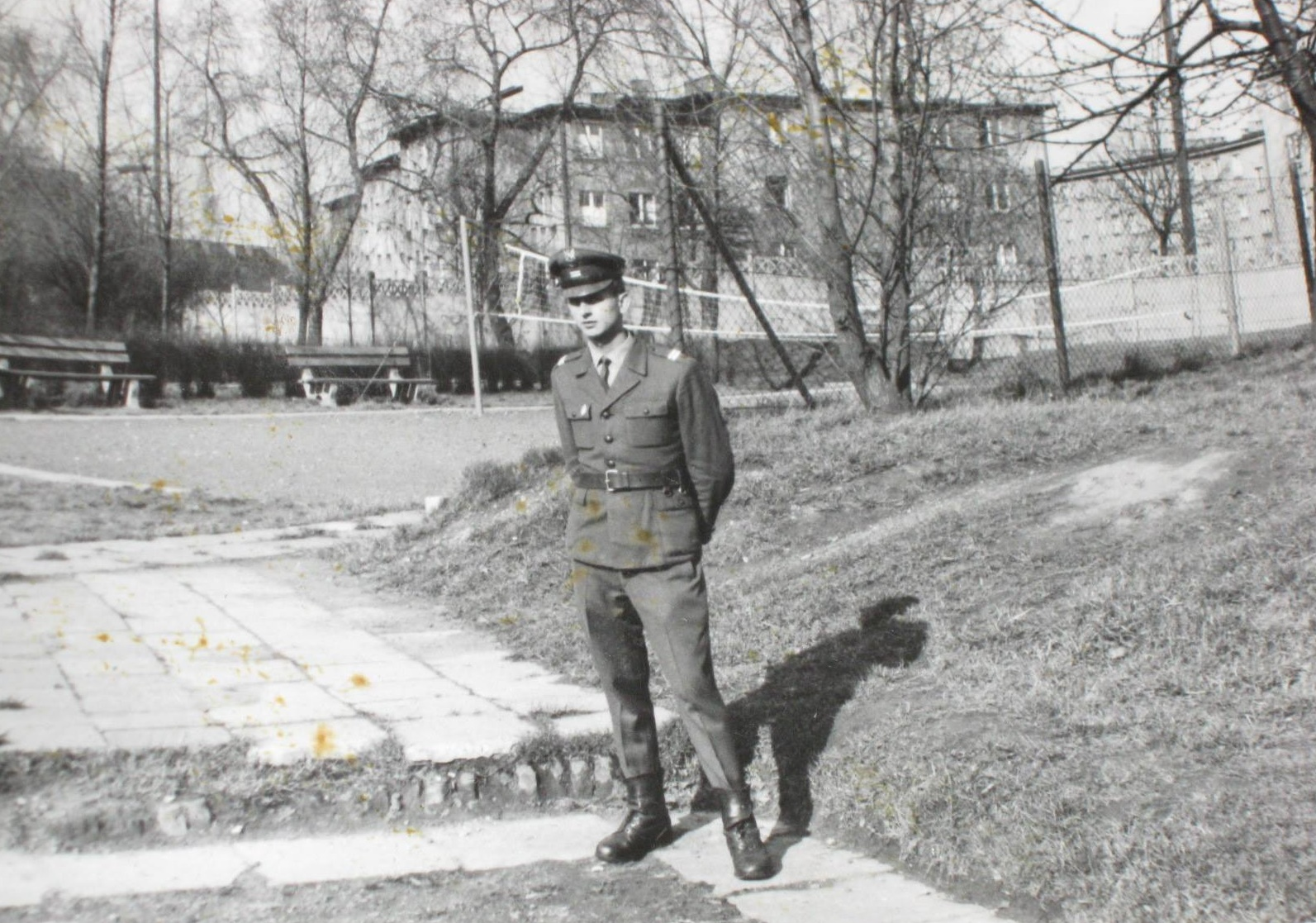
Żołnierz Śląskiej Jednostki MSW Katowice 1971

## Historia

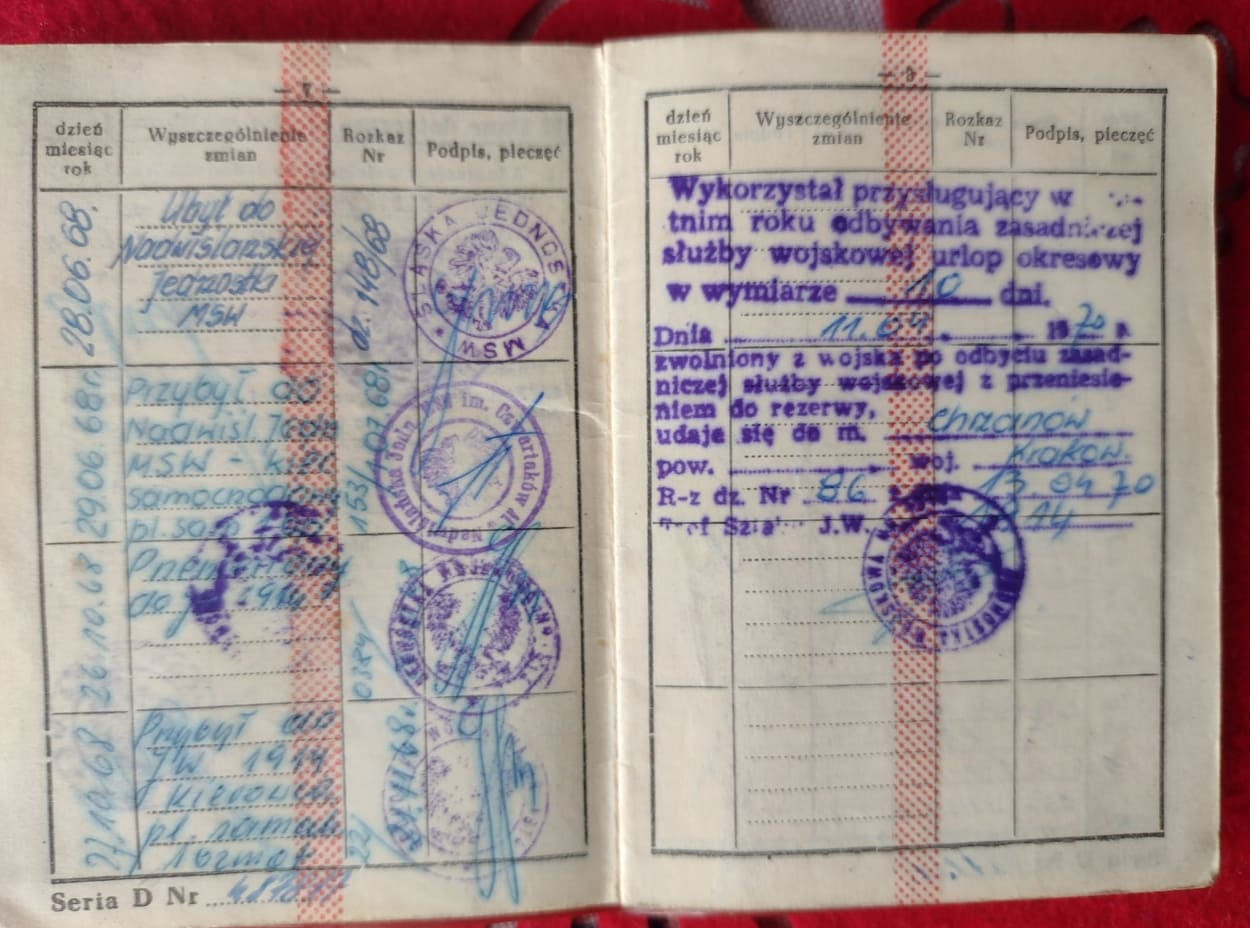
Pieczęć okrągła Śląskiej Jednostki MSW, 1968 r.

W 1965 r. po przeniesieniu wojsk KBW do MON, 6 Samodzielny Pułk KBW w Katowicach pozostał w podległości MSW. W 1967 r. pod nazwą Śląska Jednostka MSW przeszedł pod dowództwo Nadwiślańskiej Brygady MSW im. Czwartaków AL. Zreorganizowana w 1974 r. jednostka po utworzeniu Nadwiślańskich Jednostek Wojskowych otrzymała nazwę Śląska Jednostka MSW im. Gwardii Ludowej. Po zwiększeniu przez resort MSW zadań ochronno-obronnych jednostka została w 1979 r. przekształcona w 6 Śląską Brygadę Zmotoryzowaną im. Gwardii Ludowej NJW MSW, której głównym zadaniem była działalność ochronno-obronna tajnych stanowisk kierowania Państwem nr 2, w czasie pokoju, w razie zagrożenia bezpieczeństwa wewnętrznego oraz wojny.  Na przełomie lat 1989/90 ówczesny Minister Spraw Wewnętrznych rozwiązał cztery brygady MSW (trzy z WOP i 6 Śląską Brygadę Zmotoryzowaną im. Gwardii Ludowej). W tym okresie na terenie koszar jednostki na ul. Żdanowa (obecnie ul. Koszarowa) istniała jeszcze jedna jednostka, którą był Ośrodek Szkolenia Rezerw MSW (JW 1492). W 1990 r. rozkazem Ministra Spraw Wewnętrznych w miejsce obu jednostek został powołany Centralny Ośrodek Szkolenia MSW (JW 1492), który w 1999 r. został dyslokowany do  Raducza.

## Dowódcy
- płk mgr Bolesław Król (1965–1988)[4]
- płk dypl. Stanisław Bednarz (1988–1990)[4]